# Asdaga
Asdaga nebo Sork Ale je menší stratovulkán, nacházející se v Danakilské proláklině v Etiopii, nedaleko hranic s Eritreou. Jeho vrchol je ukončen kalderou o rozměrech přibližně 1 km a výškou stěn asi 300 m. Její západní stěny jsou tvořeny bazalty. Doba poslední aktivity vulkánu je předmětem diskusí, podle Mezinárodní asociace vulkanologie a chemie zemského nitra není starší než 2000 let, ale někteří autoři tvrdí, že sopka nebyla v holocénu aktivní.